# Verzeichniss auslädndischer Bäume und Stauden des Luftschlosses Weissenstein
Verzeichniss auslädndischer Bäume und Stauden des Luftschlosses Weissenstein (abreviado Verz. Ausländ. Bäume) es un libro con ilustraciones y descripciones botánicas que fue escrito por el botánico, farmacéutico, y químico alemán Conrad Moench y publicado en el año 1785.